# Justice (französische Band)
Justice (Eigenschreibweise: Jus†ice) ist ein aus den beiden DJs Gaspard Augé und Xavier de Rosnay bestehendes französisches Electronica-Duo. Es hat mit Pedro Winter denselben Manager wie Daft Punk und ist die erfolgreichste Band des Labels Ed Banger Records. Ihr Logo ist ein lateinisches Kreuz (†), welches bei Konzerten der Band als große, leuchtende Installation den Raum erhellt.

## Geschichte

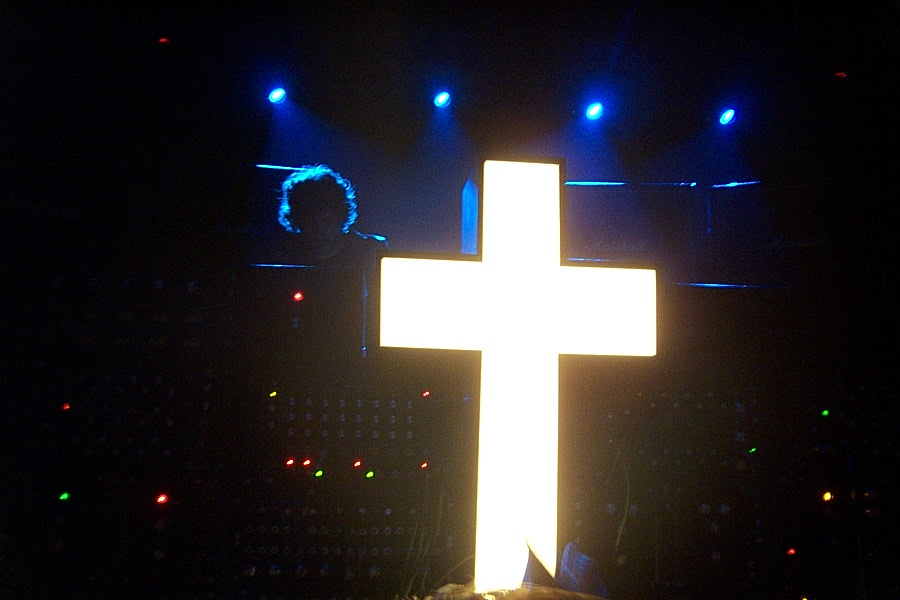
Justice mit ihrem Logo

Justice wurde erstmals 2003 durch ihren für eine Pariser Radiostation erstellten Remix von Simians Song Never Be Alone bekannt. Dadurch wurde das Label Ed Banger Records auf die beiden aufmerksam, schloss einen Vertrag mit ihnen und veröffentlichte den Remix offiziell. Anschließend arbeiteten sie als Remixer für diverse französische Bands sowie für internationale Stars wie zum Beispiel Britney Spears, N.E.R.D, Fatboy Slim und Daft Punk. Mit Waters of Nazareth wurde im September 2005 die erste Single unter eigenem Namen veröffentlicht. Im Laufe des nächsten Jahres wurden noch Remixe für Franz Ferdinand, Mystery Jets, Soulwax und Mr. Oizo erstellt.

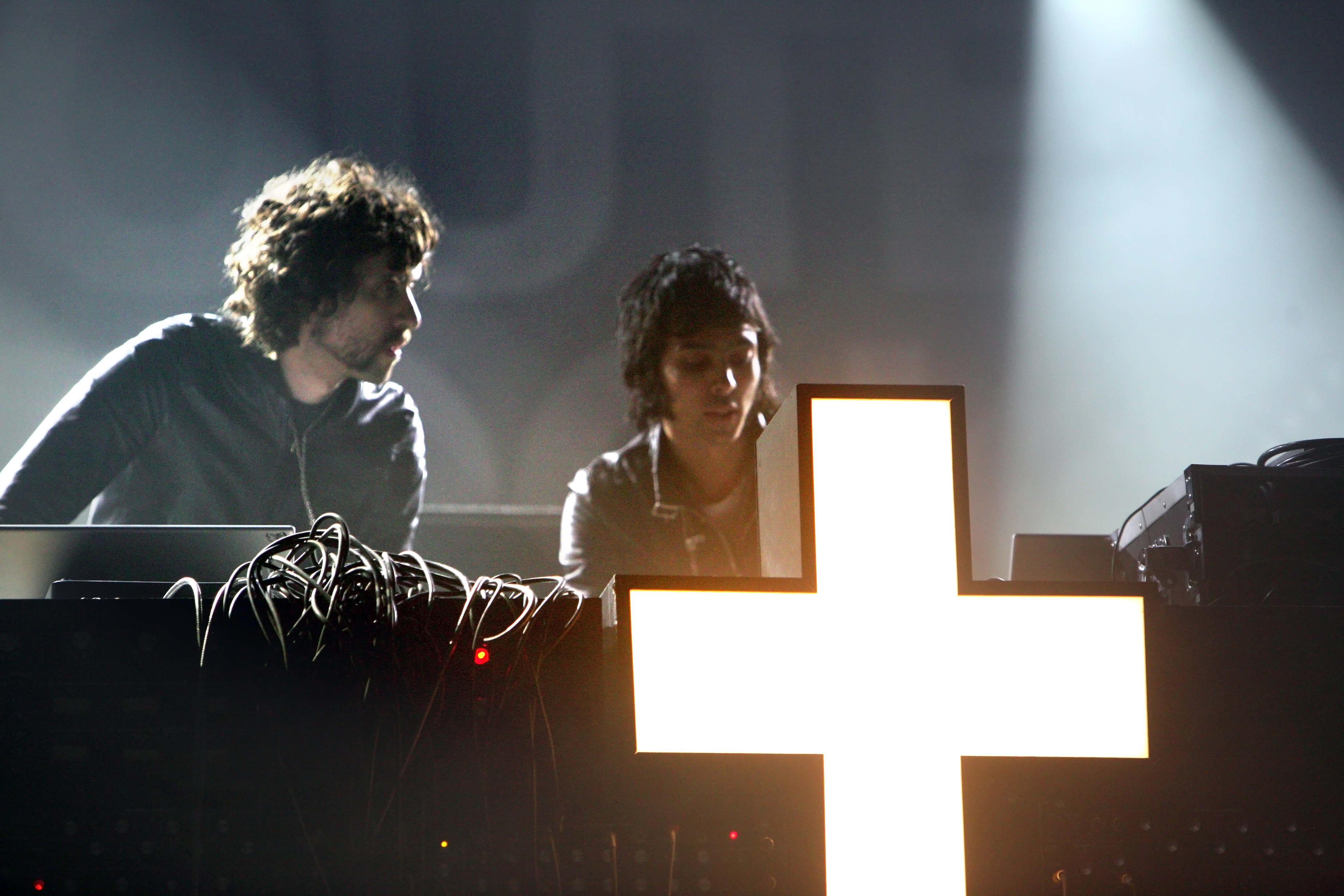
Gaspard Augé und Xavier de Rosnay in Paris (2007)

Nachdem am 28. Mai 2007 die EP D.A.N.C.E. veröffentlicht wurde, erschien am 11. Juni ihr Debütalbum †. Das Video zu D.A.N.C.E. wurde für den Video of the Year-Award bei den MTV Video Music Awards 2007 als bestes Video nominiert. 2007 wurde das Video zu D.A.N.C.E. bei den European Music Awards in München mit dem Video Star Award ausgezeichnet.
Kontrovers diskutiert und mit Rassismus- und Gewaltverherrlichungsvorwürfen kritisiert wurde in französischen und internationalen Medien der 7-minütige, von Romain Gavras inszenierte Videoclip zum Song Stress, der nächsten Singleauskopplung aus dem Debütalbum. Darin geht es um eine Schlägerbande aus schwarzen, maghrebinischen und weißen Jugendlichen, die brutal randalierend im Stil von Uhrwerk Orange durch eine Pariser Trabantenstadt und Montmartre zieht.
Im April 2011 wurde die erste Single Civilization aus dem folgenden, später erscheinenden Album veröffentlicht. Bereits zuvor wurde dieser Track in einer Markenkampagne von Adidas verwendet. Das Album Audio, Video, Disco erschien im Oktober 2011, fast zwei Jahre später das Livealbum Access All Arenas; das Album Woman wurde im November 2016 veröffentlicht.
Das Duo gewann 2019 mit ihrem Remixalbum Woman Worldwide (WWW) einen Grammy Award in der Kategorie Best Electronic/Dance Album.
Im Januar 2024 veröffentlichte Justice die Single One Night/All Night mit Tame Impala sowie die Single Generator. Im März folgtenSaturnine. Das vierte Studioalbum Hyperdrama erschien am 26. April 2024.

## Diskografie

### Studioalben
| Jahr | Titel Musiklabel                                 | Höchstplatzierung, Gesamtwochen, AuszeichnungChartplatzierungen (Jahr, Titel, Musiklabel, Platzierungen, Wochen, Auszeichnungen, Anmerkungen) | Höchstplatzierung, Gesamtwochen, AuszeichnungChartplatzierungen (Jahr, Titel, Musiklabel, Platzierungen, Wochen, Auszeichnungen, Anmerkungen) | Höchstplatzierung, Gesamtwochen, AuszeichnungChartplatzierungen (Jahr, Titel, Musiklabel, Platzierungen, Wochen, Auszeichnungen, Anmerkungen) | Höchstplatzierung, Gesamtwochen, AuszeichnungChartplatzierungen (Jahr, Titel, Musiklabel, Platzierungen, Wochen, Auszeichnungen, Anmerkungen) | Höchstplatzierung, Gesamtwochen, AuszeichnungChartplatzierungen (Jahr, Titel, Musiklabel, Platzierungen, Wochen, Auszeichnungen, Anmerkungen) | Höchstplatzierung, Gesamtwochen, AuszeichnungChartplatzierungen (Jahr, Titel, Musiklabel, Platzierungen, Wochen, Auszeichnungen, Anmerkungen) | Anmerkungen                             |
| Jahr | Titel Musiklabel                                 | FR | DE | AT | CH | UK | US | Anmerkungen                             |
| ---- | ------------------------------------------------ | --- | --- | --- | --- | --- | --- | --------------------------------------- |
| 2007 | Cross (†) Ed Banger Records (Because)            | FR11 (59 Wo.)FR | DE56 (1 Wo.)DE | AT71 (1 Wo.)AT | CH36 (10 Wo.)CH | UK49 Gold · (2 Wo.)UK | — | Erstveröffentlichung: 11. Juni 2007     |
| 2011 | Audio, Video, Disco Ed Banger Records (Because)  | FR5 (12 Wo.)FR | DE67 (1 Wo.)DE | AT49 (1 Wo.)AT | CH15 (4 Wo.)CH | UK35 (2 Wo.)UK | US37 (1 Wo.)US | Erstveröffentlichung: 24. Oktober 2011  |
| 2016 | Woman Genesis / Ed Banger Records (Because)      | FR17 (12 Wo.)FR | DE70 (1 Wo.)DE | AT44 (1 Wo.)AT | CH16 (1 Wo.)CH | UK47 (1 Wo.)UK | US154 (1 Wo.)US | Erstveröffentlichung: 18. November 2016 |
| 2024 | Hyperdrama Genesis / Ed Banger Records (Because) | FR2 (25 Wo.)FR | DE14 (1 Wo.)DE | AT10 (1 Wo.)AT | CH4 (3 Wo.)CH | UK34 (1 Wo.)UK | US96 (1 Wo.)US | Erstveröffentlichung: 26. April 2024    |

### Livealben
| Jahr | Titel Musiklabel                                 | Höchstplatzierung, Gesamtwochen, AuszeichnungChartplatzierungen (Jahr, Titel, Musiklabel, Platzierungen, Wochen, Auszeichnungen, Anmerkungen) | Höchstplatzierung, Gesamtwochen, AuszeichnungChartplatzierungen (Jahr, Titel, Musiklabel, Platzierungen, Wochen, Auszeichnungen, Anmerkungen) | Höchstplatzierung, Gesamtwochen, AuszeichnungChartplatzierungen (Jahr, Titel, Musiklabel, Platzierungen, Wochen, Auszeichnungen, Anmerkungen) | Höchstplatzierung, Gesamtwochen, AuszeichnungChartplatzierungen (Jahr, Titel, Musiklabel, Platzierungen, Wochen, Auszeichnungen, Anmerkungen) | Höchstplatzierung, Gesamtwochen, AuszeichnungChartplatzierungen (Jahr, Titel, Musiklabel, Platzierungen, Wochen, Auszeichnungen, Anmerkungen) | Höchstplatzierung, Gesamtwochen, AuszeichnungChartplatzierungen (Jahr, Titel, Musiklabel, Platzierungen, Wochen, Auszeichnungen, Anmerkungen) | Anmerkungen                             |
| Jahr | Titel Musiklabel                                 | FR | DE | AT | CH | UK | US | Anmerkungen                             |
| ---- | ------------------------------------------------ | --- | --- | --- | --- | --- | --- | --------------------------------------- |
| 2008 | A Cross the Universe Ed Banger Records (Because) | FR34 (17 Wo.)FR | — | — | — | — | — | Erstveröffentlichung: 24. November 2008 |
| 2013 | Access All Arenas Ed Banger Records (Because)    | FR12 (4 Wo.)FR | — | — | CH86 (1 Wo.)CH | — | — | Erstveröffentlichung: 7. Mai 2013       |

### Remixalben
| Jahr | Titel Musiklabel                                      | Höchstplatzierung, Gesamtwochen, AuszeichnungChartplatzierungen (Jahr, Titel, Musiklabel, Platzierungen, Wochen, Auszeichnungen, Anmerkungen) | Höchstplatzierung, Gesamtwochen, AuszeichnungChartplatzierungen (Jahr, Titel, Musiklabel, Platzierungen, Wochen, Auszeichnungen, Anmerkungen) | Höchstplatzierung, Gesamtwochen, AuszeichnungChartplatzierungen (Jahr, Titel, Musiklabel, Platzierungen, Wochen, Auszeichnungen, Anmerkungen) | Höchstplatzierung, Gesamtwochen, AuszeichnungChartplatzierungen (Jahr, Titel, Musiklabel, Platzierungen, Wochen, Auszeichnungen, Anmerkungen) | Höchstplatzierung, Gesamtwochen, AuszeichnungChartplatzierungen (Jahr, Titel, Musiklabel, Platzierungen, Wochen, Auszeichnungen, Anmerkungen) | Höchstplatzierung, Gesamtwochen, AuszeichnungChartplatzierungen (Jahr, Titel, Musiklabel, Platzierungen, Wochen, Auszeichnungen, Anmerkungen) | Anmerkungen                           |
| Jahr | Titel Musiklabel                                      | FR | DE | AT | CH | UK | US | Anmerkungen                           |
| ---- | ----------------------------------------------------- | --- | --- | --- | --- | --- | --- | ------------------------------------- |
| 2018 | Woman Worldwide Genesis / Ed Banger Records (Because) | — | DE48 (1 Wo.)DE | AT38 (1 Wo.)AT | CH29 (1 Wo.)CH | — | — | Erstveröffentlichung: 24. August 2018 |

### EPs
| Jahr | Titel Musiklabel                  | Höchstplatzierung, Gesamtwochen, AuszeichnungChartplatzierungen (Jahr, Titel, Musiklabel, Platzierungen, Wochen, Auszeichnungen, Anmerkungen) | Höchstplatzierung, Gesamtwochen, AuszeichnungChartplatzierungen (Jahr, Titel, Musiklabel, Platzierungen, Wochen, Auszeichnungen, Anmerkungen) | Höchstplatzierung, Gesamtwochen, AuszeichnungChartplatzierungen (Jahr, Titel, Musiklabel, Platzierungen, Wochen, Auszeichnungen, Anmerkungen) | Höchstplatzierung, Gesamtwochen, AuszeichnungChartplatzierungen (Jahr, Titel, Musiklabel, Platzierungen, Wochen, Auszeichnungen, Anmerkungen) | Höchstplatzierung, Gesamtwochen, AuszeichnungChartplatzierungen (Jahr, Titel, Musiklabel, Platzierungen, Wochen, Auszeichnungen, Anmerkungen) | Höchstplatzierung, Gesamtwochen, AuszeichnungChartplatzierungen (Jahr, Titel, Musiklabel, Platzierungen, Wochen, Auszeichnungen, Anmerkungen) | Anmerkungen |
| Jahr | Titel Musiklabel                  | FR | DE | AT | CH | UK | US | Anmerkungen |
| ---- | --------------------------------- | --- | --- | --- | --- | --- | --- | ----------- |
| 2011 | Helix Ed Banger Records (Because) | FR146 (1 Wo.)FR | — | — | — | — | — |             |

Weitere EPs
- 2007: D.A.N.C.E. Remixes (Ed Banger Records)
- 2008: DVNO Remixes (Ed Banger Records)
- 2008: Planisphère (Ed Banger Records)

### Singles
| Jahr | Titel Album                                            | Höchstplatzierung, Gesamtwochen, AuszeichnungChartplatzierungen (Jahr, Titel, Album, Platzierungen, Wochen, Auszeichnungen, Anmerkungen) | Höchstplatzierung, Gesamtwochen, AuszeichnungChartplatzierungen (Jahr, Titel, Album, Platzierungen, Wochen, Auszeichnungen, Anmerkungen) | Höchstplatzierung, Gesamtwochen, AuszeichnungChartplatzierungen (Jahr, Titel, Album, Platzierungen, Wochen, Auszeichnungen, Anmerkungen) | Höchstplatzierung, Gesamtwochen, AuszeichnungChartplatzierungen (Jahr, Titel, Album, Platzierungen, Wochen, Auszeichnungen, Anmerkungen) | Anmerkungen                              |
| Jahr | Titel Album                                            | FR | CH | UK | US | Anmerkungen                              |
| --- | ------------------------------------------------------ | --- | --- | --- | --- | ---------------------------------------- |
| 2006 | We Are Your Friends –                                  | — | — | UK20 Silber · (14 Wo.)UK | — | vs. Simian                               |
| 2007 | Waters of Nazareth Cross (†)                           | FR88 (6 Wo.)FR | — | — | — |                                          |
| 2007 | D.A.N.C.E. Cross (†)                                   | FR11 (49 Wo.)FR | CH49 (17 Wo.)CH | UK48 Silber · (3 Wo.)UK | US— GoldUS |                                          |
| 2007 | D.A.N.C.E. (Remixes) –                                 | FR90 (3 Wo.)FR | — | — | — |                                          |
| 2008 | DVNO Cross (†)                                         | FR94 (3 Wo.)FR | — | — | — |                                          |
| 2011 | Civilization Audio, Video, Disco                       | FR5 (4 Wo.)FR | — | UK53 (1 Wo.)UK | — | Erstveröffentlichung: 28. März 2011      |
| 2011 | On’n’On Audio, Video, Disco                            | FR75 (1 Wo.)FR | — | — | — | Erstveröffentlichung: 12. Dezember 2011  |
| 2012 | New Lands Audio, Video, Disco                          | FR128 (1 Wo.)FR | — | — | — | Erstveröffentlichung: 18. Juni 2012      |
| 2013 | Helix Audio, Video, Disco                              | FR86 (2 Wo.)FR | — | — | — | Erstveröffentlichung: 7. Januar 2013     |
| 2016 | Safe and Sound Woman                                   | FR48 (2 Wo.)FR | — | — | — | Erstveröffentlichung: 15. Juli 2016      |
| 2016 | Randy Woman                                            | FR102 (4 Wo.)FR | — | — | — | Erstveröffentlichung: 16. September 2016 |
| 2016 | Alakazam! Woman                                        | FR90 (1 Wo.)FR | — | — | — |                                          |
| 2017 | Pleasure (live) –                                      | FR148 (1 Wo.)FR | — | — | — | Erstveröffentlichung: 21. Juli 2017      |
| 2018 | Stop (WWW) Woman Worldwide                             | — | — | — | — | Erstveröffentlichung: 7. Mai 2018        |
| 2018 | D.A.N.C.E. x Fire x Safe & Sound (WWW) Woman Worldwide | — | — | — | — | Erstveröffentlichung: 22. Juni 2018      |
| 2018 | Randy (WWW) Woman Worldwide                            | — | — | — | — | Erstveröffentlichung: 5. Juli 2018       |
| 2018 | Chorus (WWW) Woman Worldwide                           | — | — | — | — | Erstveröffentlichung: 17. August 2018    |
| 2018 | Love S.O.S. Woman Worldwide                            | — | — | — | — |                                          |
| 2021 | Vox –                                                  | — | — | — | — | Erstveröffentlichung: 2. Juni 2021       |
| 2021 | Captain –                                              | — | — | — | — | Erstveröffentlichung: 16. Juni 2021      |
| 2021 | Belladone –                                            | — | — | — | — | Erstveröffentlichung: 21. Juni 2021      |
| 2024 | One Night/All Night Hyperdrama                         | — | — | — | — | feat. Tame Impala                        |
| 2024 | Generator Hyperdrama                                   | — | — | — | — | Erstveröffentlichung: 24. Januar 2024    |
| 2024 | Saturnine Hyperdrama                                   | — | — | — | — | Erstveröffentlichung: 20. März 2024      |
| Folgende Lieder erschienen nicht als Single, wurden aber durch das Album zum Download und Streaming bereitgestellt und konnten somit eine Platzierung erlangen: |                                                        | | | | |                                          |
| |                                                        | | | | |                                          |
| 2024 | Neverender Hyperdrama                                  | FR157 (1 Wo.)FR | — | — | — | feat. Tame Impala                        |
| 2025 | Wake Me Up Hurry Up Tomorrow                           | FR28 (2 Wo.)FR | — | — | — | The Weeknd feat. Justice                 |

Weitere Singles
- 2003: Never Be Alone (vs. Simian) / Steamulation (vs. Gambit)
- 2006: Waters of Nazareth (Part 2)
- 2007: Phantom (Ed Banger Records)
- 2009: Tthhee Ppaarrttyy (Ed Banger Records)
- 2011: Audio, Video, Disco (Ed Banger Records)
- 2018: Stop (Ed Banger Records)

### Remixes
| Jahr | Originalinterpret     | Titel                          |
| ---- | --------------------- | ------------------------------ |
| 2003 | Vicarious Bliss       | Theme from Vicarious Bliss     |
| 2003 | Gambit                | Steamulation                   |
| 2004 | N.E.R.D               | She Wants to Move              |
| 2004 | Scenario Rock         | Skitzo Dancer                  |
| 2005 | Britney Spears        | Me Against the Music           |
| 2005 | Death from Above 1979 | Blood on Our Hands             |
| 2005 | Fatboy Slim           | Don’t Let the Man Get You Down |
| 2005 | Daft Punk             | Human After All                |
| 2005 | Soulwax               | NY Excuse                      |
| 2005 | Mystery Jets          | You Can’t Fool Me Dennis       |
| 2006 | Franz Ferdinand       | The Fallen                     |
| 2006 | Mr. Oizo              | Nazis                          |
| 2006 | Justice               | Waters of Nazareth             |
| 2007 | Justin Timberlake     | LoveStoned                     |
| 2007 | Justice               | D.A.N.C.E.                     |
| 2007 | ZZT                   | Lower State of Consciousness   |
| 2007 | Klaxons               | As Above, So Below             |
| 2007 | Metallica             | Master of Puppets              |
| 2008 | Justice               | DVND                           |
| 2008 | MGMT                  | Electric Feel                  |
| 2009 | U2                    | Get On Your Boots              |
| 2009 | Lenny Kravitz         | Let Love Rule                  |
| 2013 | Boys Noize            | Ich R U                        |
| 2019 | Frank Ocean           | Dear April                     |

1. ↑  Remix von Justice & The Chemical Brothers

## Auszeichnungen
- Sie gewannen bei den Grammy Awards 2009 für den Remix von MGMTs Electric Feel eine Auszeichnung in der Kategorie Best Remixed Recording, Non-Classical.[11]
- Justice bekamen 2006 für Justice vs. Simian – We Are Your Friends den Best Video Award bei den MTV Europe Music Awards 2006.
- Das Video zu D.A.N.C.E. wurde für den Video of the Year Award bei den MTV Video Music Awards 2007 nominiert. Im selben Jahr gewann es den Video Star Award und den Best French Act Award bei den MTV Europe Music Awards 2007.
- Der Musikexpress wählt † auf Platz 18 der Albencharts, D.A.N.C.E. auf Platz acht bei den Singles.[12]
- Bei der Spex erreicht † Platz zwei der Albencharts, D.A.N.C.E. Platz neun der Singlecharts.[12]
- Grammy Awards 2018: Best Dance/Electronic Album für Woman Worldwide[11]